# Alaplena castraria
Alaplena castraria är en fjärilsart som beskrevs av Jones 1921. Alaplena castraria ingår i släktet Alaplena och familjen Uraniidae. Inga underarter finns listade i Catalogue of Life.